# 細谷理紗
細谷 理紗（ほそや りさ、1997年3月19日 - ）は日本の女性ファッションモデル。
東京都出身。ボン イマージュ所属。

## 略歴
- 2006年1月、『りぼんガール』準グランプリを獲得する。
- 休刊時（2011年5月号）まで『Hana*chu→』で専属モデルとして活動していた。
- 2011年12月号から2013年7月号まで『Seventeen』専属モデルとして活動した。

## 人物
- 父がアメリカ人、母が日本人のハーフである。
- 趣味は、読書、テニス、ギター。特技はクラシックバレエ。

## 出演

### ミュージックビデオ
- SABOTEN 「ISLAND『good-bye anny』」（2005年12月）
- 東方神起 「SHINE」（2007年9月）
- Crystal Kay「ONE」（2008年7月）
- universe「ハルイロ」（2010年5月）
- METAFIVE 「Luv U Tokio」 (2016年1月)

### CM
- 東京ディズニーリゾート スプリングカーニバル（2008年）
- 進研ゼミ中学講座（2010年、ベネッセコーポレーション）

### 雑誌
- Hana*chu→（ ? - 2011年5月号、主婦の友社）専属モデル
- Seventeen（2011年12月号 - 2013年7月号、集英社） - 専属モデル
- 25ans（ハースト婦人画報社） - 2014年6月号以降不定期
- VoCE（講談社） - 2014年9月号以降不定期

### スチール
- 須磨学園中学校・高等学校　学校案内パンフレット（2009年）